# سرمازدگی (فیلم)
«سرمازدگی» (انگلیسی: Hypothermia (film)) فیلمی در ژانر ترسناک است که در سال ۲۰۱۲ منتشر شد. از بازیگران آن می‌توان به مایکل راکر اشاره کرد.